# Capi di Stato dell'Ucraina
I capi di Stato dell'Ucraina avvicendatisi dal 1917 sono i seguenti.

## Lista

### Repubblica Popolare Ucraina

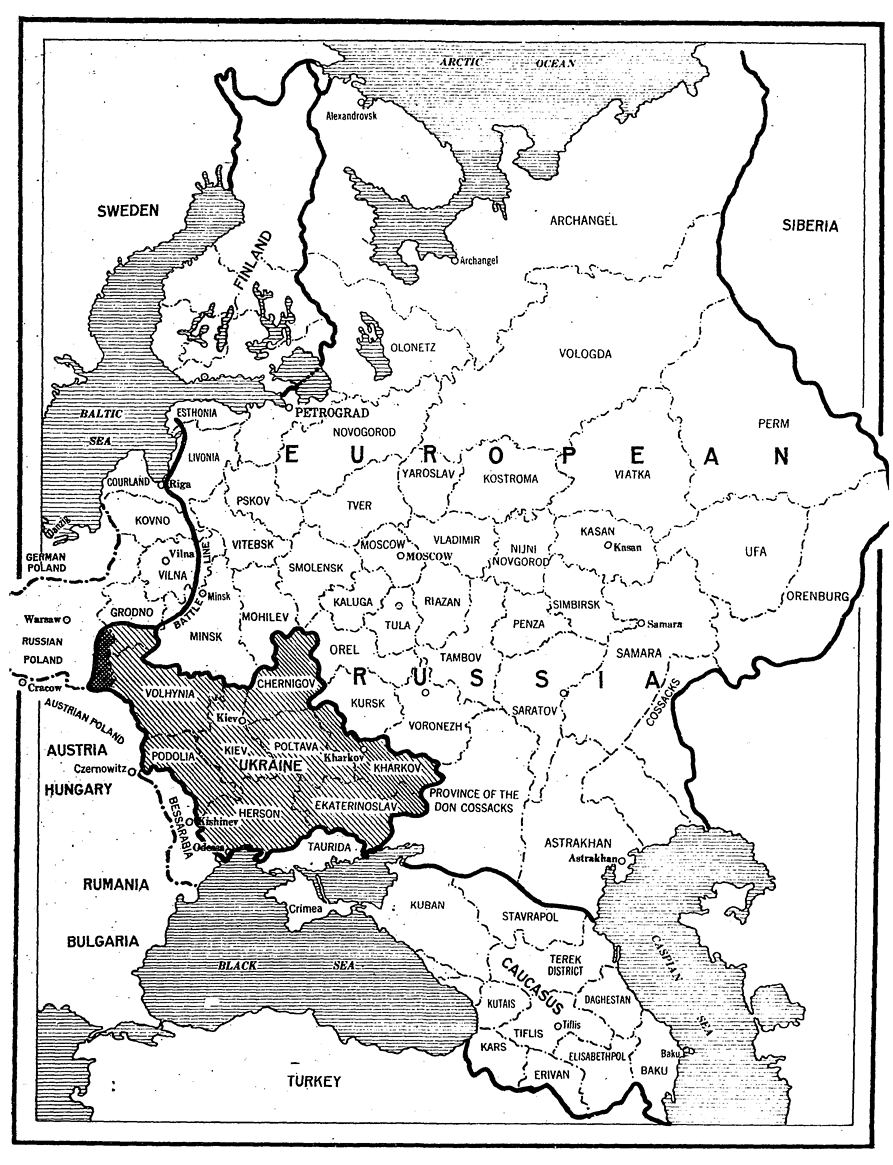
La Repubblica Popolare Ucraina nel 1918.

| Nominativo                             | Nominativo                       | Nominativo                       | Partito                                      | Mandato                          | Mandato                          |
| Nominativo                             | Nominativo                       | Nominativo                       | Partito                                      | Inizio                           | Fine                             |
| Presidenti della Central'na Rada       | Presidenti della Central'na Rada | Presidenti della Central'na Rada | Presidenti della Central'na Rada             | Presidenti della Central'na Rada | Presidenti della Central'na Rada |
| -------------------------------------- | -------------------------------- | -------------------------------- | -------------------------------------------- | -------------------------------- | -------------------------------- |
|                                        |                                  | Volodimir Pavlovič Naumenko      | Partito Democratico Costituzionale           | 17 marzo 1917                    | 28 marzo 1917                    |
|                                        |                                  | Mychajlo Serhijovyč Hruševs'kyj  | Partito Ucraino dei Socialisti-Rivoluzionari | 28 marzo 1917                    | 29 aprile 1918                   |
| Atamano d'Ucraina                      |                                  |                                  |                                              |                                  |                                  |
|                                        |                                  | Pavlo Petrovyč Skoropads'kyj     | Comunità Popolare Ucraina                    | 29 aprile 1918                   | 14 dicembre 1918                 |
| Presidenti del Direttorio dell'Ucraina |                                  |                                  |                                              |                                  |                                  |
|                                        |                                  | Volodymyr Kyrylovič Vynnyčenko   | Partito Operaio Socialdemocratico Ucraino    | 14 dicembre 1918                 | 11 febbraio 1919                 |
|                                        |                                  | Symon Petljura                   | Indipendente                                 | 11 febbraio 1919                 | 10 novembre 1920                 |

### Repubblica Popolare dell'Ucraina Occidentale

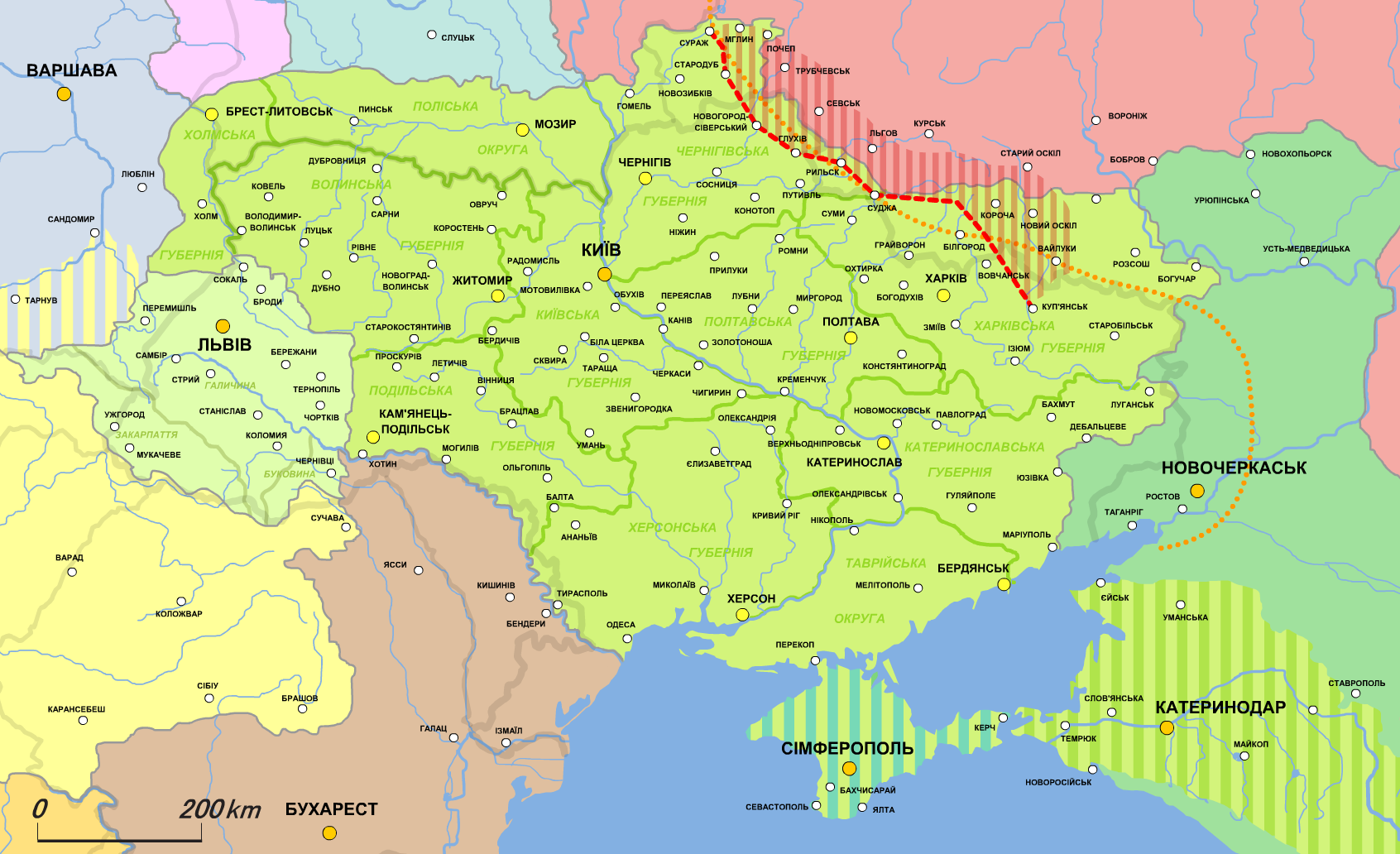
Repubblica Popolare Ucraina
Repubblica Popolare dell'Ucraina Occidentale
Regno di Romania

Repubblica Popolare Ucraina
     Repubblica Popolare dell'Ucraina Occidentale
     Regno di Romania
| Nominativo | Nominativo | Nominativo        | Partito                              | Mandato         | Mandato         |
| Nominativo | Nominativo | Nominativo        | Partito                              | Inizio          | Fine            |
| ---------- | ---------- | ----------------- | ------------------------------------ | --------------- | --------------- |
|            |            | Jevhen Petruševyč | Partito Nazional-Democratico Ucraino | 18 ottobre 1918 | 22 gennaio 1919 |

### Repubblica Socialista Sovietica Ucraina
| Nominativo                                                        | Nominativo                                 | Nominativo                                 | Partito                                              | Mandato                                    | Mandato                                    |
| Nominativo                                                        | Nominativo                                 | Nominativo                                 | Partito                                              | Inizio                                     | Fine                                       |
| Presidenti del Comitato esecutivo centrale                        | Presidenti del Comitato esecutivo centrale | Presidenti del Comitato esecutivo centrale | Presidenti del Comitato esecutivo centrale           | Presidenti del Comitato esecutivo centrale | Presidenti del Comitato esecutivo centrale |
| ----------------------------------------------------------------- | ------------------------------------------ | ------------------------------------------ | ---------------------------------------------------- | ------------------------------------------ | ------------------------------------------ |
|                                                                   |                                            | Yuchim Grigorovič Medvedev                 | Partito Operaio Socialdemocratico Ucraino            | 25 dicembre 1917                           | 18 marzo 1918                              |
|                                                                   |                                            | Volodimir Petrovič Zatons'kij              | Partito Operaio Socialdemocratico Russo (bolscevico) | 18 marzo 1918                              | 18 aprile 1918                             |
|                                                                   | Ufficio di presidenza panucraino           | Ufficio di presidenza panucraino           | –                                                    | 18 aprile 1918                             | 28 novembre 1918                           |
|                                                                   |                                            | Georgij Leonidovič Pjatakov                | Partito Comunista dell'Ucraina (bolscevico)          | 28 novembre 1918                           | 29 gennaio 1919                            |
|                                                                   |                                            | Christian Georgievič Rakovskij             | Partito Comunista dell'Ucraina (bolscevico)          | 29 gennaio 1919                            | 10 marzo 1919                              |
|                                                                   |                                            | Grigorij Ivanovič Petrovskij               | Partito Comunista dell'Ucraina (bolscevico)          | 10 marzo 1919                              | 10 marzo 1938                              |
|                                                                   |                                            | Leonid Romanovič Kornijec'                 | Partito Comunista dell'Ucraina (bolscevico)          | 10 marzo 1938                              | 25 luglio 1938                             |
| Primo presidente del Consiglio supremo della RSS Ucraina          |                                            |                                            |                                                      |                                            |                                            |
|                                                                   |                                            | Michailo Oleksijovič Burmistenko           | Partito Comunista dell'Ucraina (bolscevico)          | 25 luglio 1938                             | 27 luglio 1938                             |
| Presidenti del Praesidium del Consiglio supremo della RSS Ucraina |                                            |                                            |                                                      |                                            |                                            |
|                                                                   |                                            | Leonid Romanovič Kornijec'                 | Partito Comunista dell'Ucraina (bolscevico)          | 27 luglio 1938                             | 14 gennaio 1954                            |
|                                                                   |                                            | Dem'jan Sergijovič Korotčenko              | Partito Comunista dell'Ucraina                       | 14 gennaio 1954                            | 7 aprile 1969                              |
|                                                                   |                                            | Oleksandr Pavlovič Ljaško                  | Partito Comunista dell'Ucraina                       | 7 aprile 1969                              | 8 giugno 1972                              |
|                                                                   |                                            | Ivan Samijlovič Hrušec'kij                 | Partito Comunista dell'Ucraina                       | 8 giugno 1972                              | 24 giugno 1976                             |
|                                                                   |                                            | Oleksij Fedosijovič Vatčenko               | Partito Comunista dell'Ucraina                       | 24 giugno 1976                             | 22 novembre 1984                           |
|                                                                   |                                            | Valentyna Semenivna Ševčenko               | Partito Comunista dell'Ucraina                       | 22 novembre 1984                           | 4 giugno 1990                              |
| Presidenti del Consiglio supremo della RSS Ucraina                |                                            |                                            |                                                      |                                            |                                            |
|                                                                   |                                            | Vladimir Antonovič Ivaško                  | Partito Comunista dell'Ucraina                       | 4 giugno 1990                              | 9 luglio 1990                              |
|                                                                   |                                            | Ivan Stepanovič Pljušč                     | Partito Comunista dell'Ucraina                       | 9 luglio 1990                              | 23 luglio 1990                             |
|                                                                   |                                            | Leonid Kravčuk                             | Partito Comunista dell'Ucraina                       | 23 luglio 1990                             | 24 agosto 1991                             |

### Ucraina
| Nominativo | Nominativo | Nominativo                              | Partito               | Mandato          | Mandato          | Elezioni   |
| Nominativo | Nominativo | Nominativo                              | Partito               | Inizio           | Fine             | Elezioni   |
| ---------- | ---------- | --------------------------------------- | --------------------- | ---------------- | ---------------- | ---------- |
|            |            | Leonid Kravčuk (1934-2022)              | Indipendente          | 5 dicembre 1991  | 19 luglio 1994   | 1991       |
|            |            | Leonid Kučma (1938-)                    | Indipendente          | 19 luglio 1994   | 23 gennaio 2005  | 1994, 1999 |
|            |            | Viktor Juščenko (1954-)                 | Ucraina Nostra        | 23 gennaio 2005  | 25 febbraio 2010 | 2004       |
|            |            | Viktor Janukovyč (1950-)                | Partito delle Regioni | 25 febbraio 2010 | 22 febbraio 2014 | 2010       |
|            |            | Oleksandr Turčynov (1964-) (ad interim) | Patria                | 23 febbraio 2014 | 7 giugno 2014    | -          |
|            |            | Petro Porošenko (1965-)                 | Solidarietà Europea   | 7 giugno 2014    | 20 maggio 2019   | 2014       |
|            |            | Volodymyr Zelens'kyj (1978-)            | Servitore del Popolo  | 20 maggio 2019   | in carica        | 2019       |

#### Oblast' di provenienza
L'oblast' di nascita dei presidenti è riportata nella seguente tabella.
Gli oblast' sono elencati in ordine alfabetico, mentre i presidenti in ordine cronologico.
| Oblast'         | Num. | Presidenti |
| --------------- | ---- | ---------- |
| Černihiv        | 1    | Kučma      |
| Dnipropetrovs'k | 1    | Zelens'kyj |
| Donec'k         | 1    | Janukovyč  |
| Rivne           | 1    | Kravčuk    |
| Sumy            | 1    | Juščenko   |
| Odessa          | 1    | Porošenko  |